# 앤드루 디보프
앤드루 대니얼 디보프(영어: Andrew Daniel Divoff, 1955년 7월 2일~)는 미국의 배우이다.

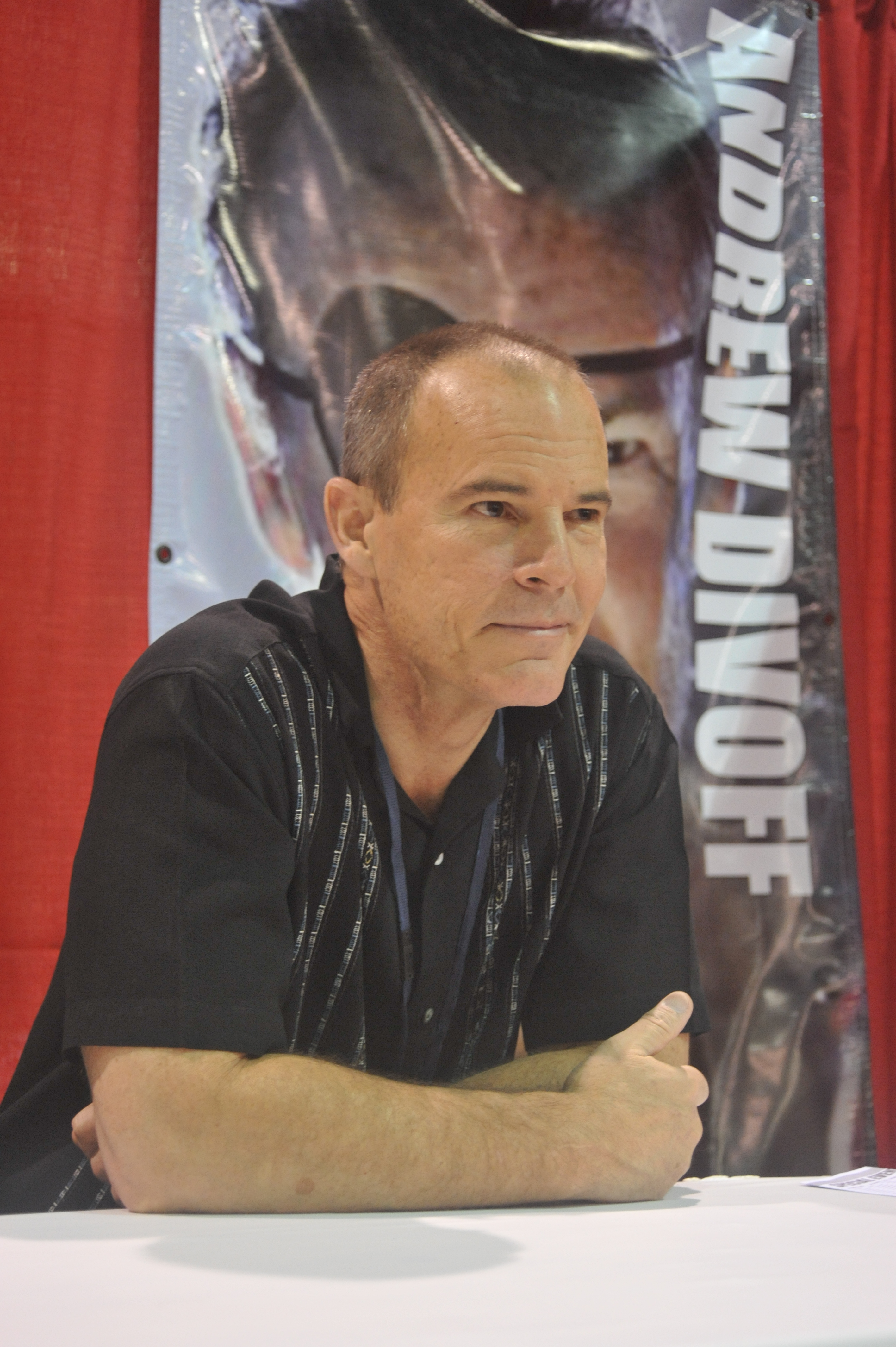
2008년의 디보프

## 출연 작품
영화
- 인터셉터
- 성화의 추척자
- 폭풍의 라이더
- S.I.S. 필살처형

위시마스타 1,2
드라마
- 시티 레인져 (CBS, 195부작)